# Svartnes
Svartnes är en by i Vardø kommun i Finnmark fylke i norra Norge. Byn ligger där Europaväg 75 möter fylkesväg 8100, väster om staden Vardø. Sydöst om byn ligger Vardø flygplats.